# Ria Visser
Adriana Johanna (Ria) Visser (Oud-Beijerland, 20 juli 1961) is een voormalig Nederlands langebaanschaatsster, sportjournaliste en schrijfster.

## Schaatscarrière
Het WK allround van 1979 was haar eerste grote internationaal toernooi. Hierop veroverde ze op de 3000 meter een bronzen medaille en eindigde ze als zesde in het eindklassement, wat haar beste prestatie zou zijn van de vijf deelnames aan het WK allround. Drie weken later werd Visser derde op het WK voor junioren (met bronzen medailles op de 1000, 1500 en 3000 meter). Ze prolongeerde deze positie op het WK voor junioren 1980 (met een zilveren medaille op de 1500 meter). In 1980 won zij op 18-jarige leeftijd een zilveren medaille op de 1500 meter van de Olympische Winterspelen in Lake Placid. Tijdens dat toernooi werd ze op die afstand afgetroefd door haar landgenote Annie Borckink. Hiermee is ze wel de jongste Nederlandse medaillewinnares op de Winterspelen ooit. Op een internationaal toernooi heeft Visser in haar verdere schaatscarrière nooit meer een prestatie kunnen neerzetten die de 1500 meter in Lake Placid evenaarde. De vierde plaats op het EK allround van 1985 in Groningen kwam nog het dichtst in de buurt.
Nationaal telde de Oud-Beijerlandse wel degelijk mee: zo werd zij vijf keer Nederlands kampioene allround (in 1980 en 1983 tot en met 1986) en behaalde ze verder nog twee zilveren medailles. Daarmee is ze na Stien Kaiser de succesvolste schaatsster geweest tijdens NK's allround. Wanneer het aankomt op afstandsmedailles tijdens diezelfde toernooien neemt ze opnieuw de tweede plaats in na diezelfde Kaiser, met 16 gouden, vijf zilveren en drie bronzen medailles. In 1981 won ze ook nog de Eindhoven Trofee. Haar eenmalige deelname aan het nieuwe onderdeel NK afstanden in 1988 leverde haar ten slotte op de 3000 meter nog een bronzen medaille op.

## Na het schaatsen

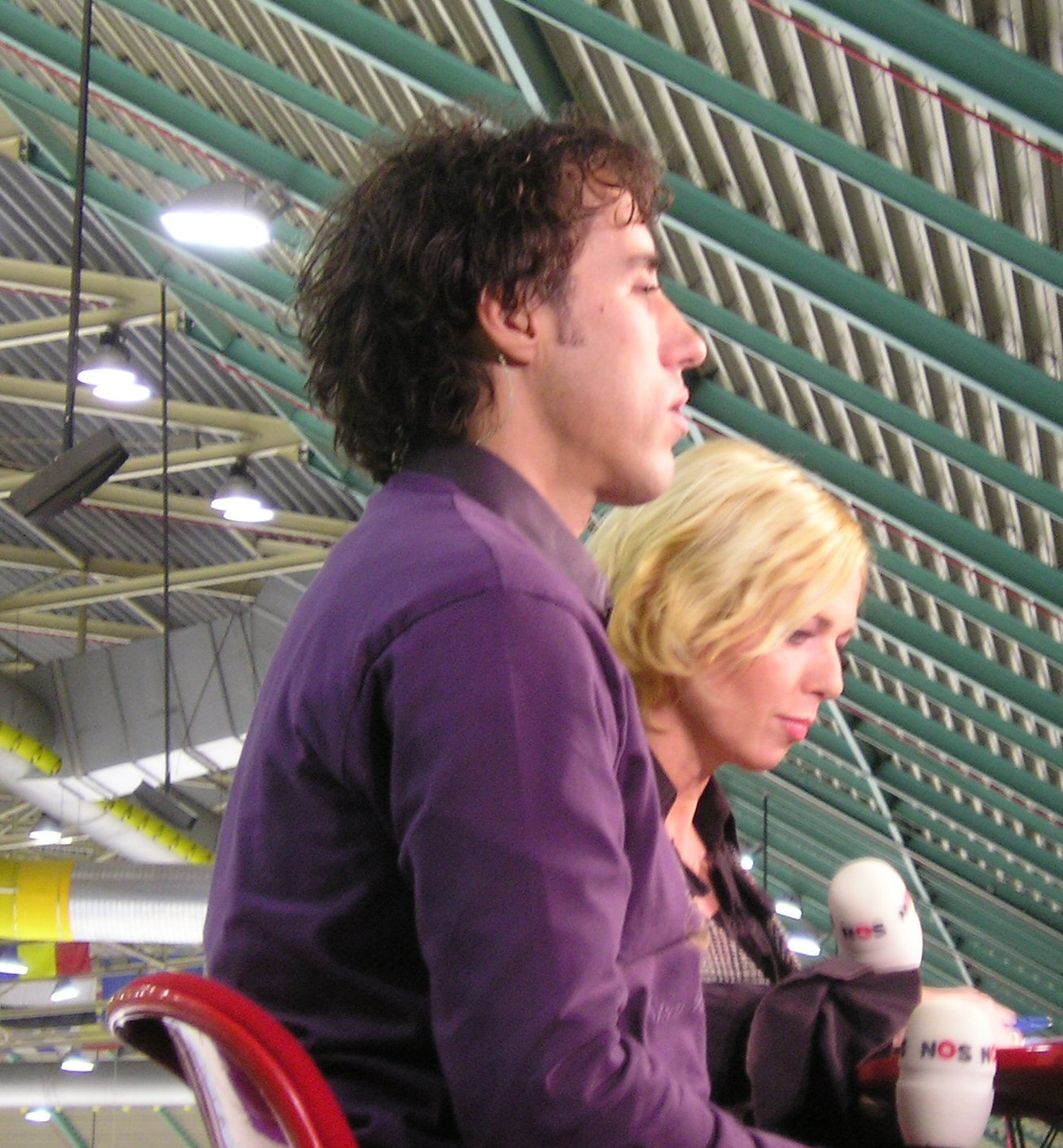
Visser met collega Bart Veldkamp (eveneens ex-schaatser) bij de NOS in 2006

In 1991-1992 was ze de presentatrice van het spelprogramma De Sleutels van Fort Boyard, en in 2001 publiceerde zij een kinderboek: Naar de start!. Ook schreef zij voor het tijdschrift Margriet.
Vanaf 2003 werkte Visser voor de NOS als analiste bij de schaatsuitzendingen op tv. Daarvóór verzorgde ze mee het commentaar bij de schaatswedstrijden. Op 22 september 2010 maakte de NOS echter bekend dat ze voor het toen aankomende seizoen, 2010-2011, geen schaatsanalyses meer zou verzorgen, en sindsdien doet ze dat dan ook niet meer.
Visser was tweemaal getrouwd en kreeg in 2001 uit haar tweede huwelijk een dochter.

## Persoonlijke records

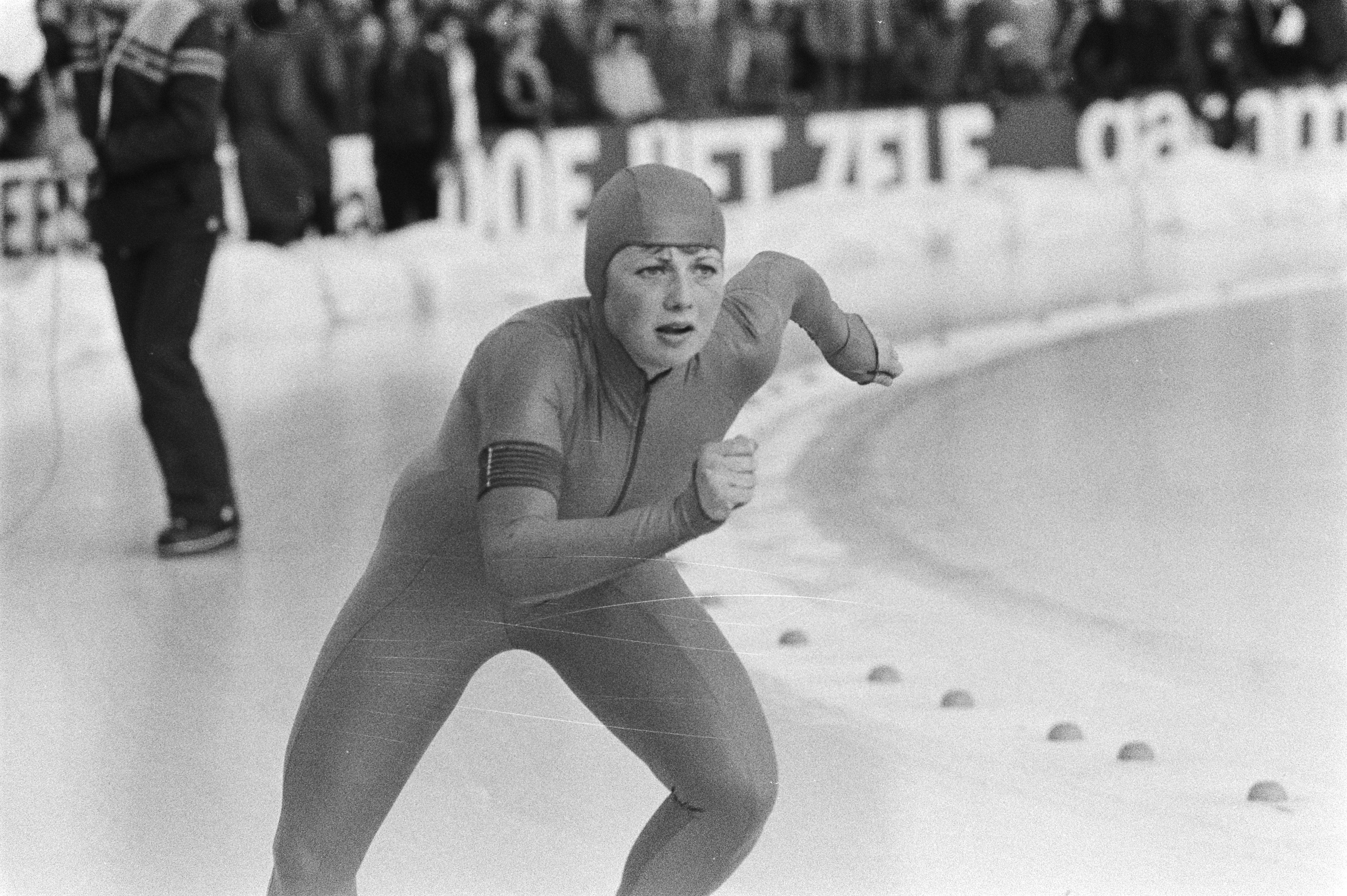
Ria Visser in actie tijdens het WK allround in 1979

| Afstand    | Tijd    | Datum            | Baan                   |
| ---------- | ------- | ---------------- | ---------------------- |
| 500 meter  | 42,23   | 17 december 1983 | Inzell                 |
| 1000 meter | 1.25,76 | 27 december 1981 | Inzell                 |
| 1500 meter | 2.07,06 | 17 december 1983 | Inzell                 |
| 3000 meter | 4.29,13 | 26 december 1984 | Inzell                 |
| 5000 meter | 7.40,68 | 6 december 1987  | Calgary (Olympic Oval) |

## Resultaten
| Jaar | NK afstanden                   | NK allround | NK sprint | EK allround | Olympische Spelen               | WK allround | WK sprint | WK junioren |
| ---- | ------------------------------ | ----------- | --------- | ----------- | ------------------------------- | ----------- | --------- | ----------- |
| 1979 |                                | Zilver      |           |             |                                 | 6e          |           | Brons       |
| 1980 |                                | Goud        |           |             | 1500 m · niet gefinisht 3000 m  | 14e         | 27e       | Brons       |
| 1981 |                                | 5e          |           |             |                                 |             |           |             |
| 1982 |                                | Zilver      |           | 12e         |                                 |             |           |             |
| 1983 |                                | Goud        | 23e       | 12e         |                                 | 9e          |           |             |
| 1984 |                                | Goud        | 4e        |             | 30e 500 m 13e 1500 m 25e 3000 m | 11e         |           |             |
| 1985 |                                | Goud        |           | 4e          |                                 |             |           |             |
| 1986 |                                | Goud        | 18e       | 10e         |                                 | 9e          |           |             |
| 1987 |                                |             |           |             |                                 |             |           |             |
| 1988 | 8e 1500 m · 3000 m · 5e 5000 m | 11e         |           |             |                                 |             |           |             |

### Medaillespiegel
| Kampioenschap     | Goud · | Zilver · | Brons · |
| ----------------- | ------ | -------- | ------- |
| NK afstanden      | 0      | 0        | 1       |
| NK allround       | 5      | 2        | 0       |
| Olympische Spelen | 0      | 1        | 0       |
| WK junioren       | 0      | 0        | 2       |

## Nederlandse records
| Nr. | Afstand         | Tijd    | Datum               | Baan      |
| --- | --------------- | ------- | ------------------- | --------- |
| 1   | 1500 m          | 2.12,52 | 28 december 1979    | Inzell    |
| 2   | 3000 m          | 4.34,54 | 21 januari 1980     | Davos     |
| 3   | 5000 m          | 8.32,15 | 21 december 1980    | Kongsberg |
| 4   | 5000 m          | 7.52,62 | 20 december 1981    | Groningen |
| 5   | kleine vierkamp | 184.069 | 19/20 december 1981 | Groningen |
| 6   | 5000 m          | 7.51,73 | 4 maart 1983        | Inzell    |
| 7   | kleine vierkamp | 180.375 | 3-4 maart 1983      | Inzell    |
| 8   | 1500 m          | 2.09,21 | 7 maart 1983        | Inzell    |
| 9   | 3000 m          | 4.31,46 | 9 maart 1983        | Inzell    |
| 10  | 1500 m          | 2.07,06 | 17 december 1983    | Inzell    |
| 11  | minivierkamp    | 173.459 | 17/18 december 1983 | Inzell    |
| 12  | 3000 m          | 4.29,13 | 26 december 1984    | Inzell    |
| 13  | 5000 m          | 7.48,73 | 29 december 1984    | Inzell    |

| Nr. | Afstand        | Tijd    | Datum               | Baan                 |
| --- | -------------- | ------- | ------------------- | -------------------- |
| 1   | 1500 m         | 2.17,60 | 12 februari 1978    | Inzell               |
| 2   | 3000 m         | 4.45,40 | 17 december 1978    | Den Haag             |
| 3   | 1500 m         | 2.16,86 | 28 december 1978    | Inzell               |
| 4   | 3000 m         | 4.41,98 | 6 januari 1979      | Inzell               |
| 5   | minivierkamp   | 183.360 | 5-6 januari 1979    | Inzell               |
| 6   | 1500 m         | 2.15,56 | 9 januari 1979      | Madonna di Campiglio |
| 7   | minivierkamp   | 181.829 | 24/25 februari 1979 | Grenoble             |
| 8   | 1500 m         | 2.14,22 | 1 maart 1979        | Inzell               |
| 9   | minivierkamp   | 181.581 | 1/2 maart 1979      | Inzell               |
| 10  | 3000 m         | 4.39,28 | 26 december 1979    | Inzell               |
| 11  | 1500 m         | 2.12,52 | 28 december 1979    | Inzell               |
| 12  | 3000 m         | 4.34,54 | 21 januari 1980     | Davos                |
| 13  | 1500 m         | 2.12,35 | 14 februari 1980    | Lake Placid          |
| 14  | 1500 m         | 2.11,91 | 5 maart 1980        | Inzell               |
| 15  | 500 m          | 43,65   | 25 februari 1981    | Inzell               |
| 16  | minivierkamp   | 177.605 | 25-26 februari 1981 | Inzell               |
| 17  | sprintvierkamp | 175.575 | 26-27 december 1981 | Inzell               |

- International Standard Name Identifier: 0000 0003 9097 5161
- Nederlandse Thesaurus van Auteursnamen: 234601833
- Virtual International Authority File: 284643980
- WorldCat: E39PBJkCYBQvXqB9HTxrvFCbBP